# Romantik på sengekanten
Romantik på sengekanten er en dansk sengekantsfilm fra 1973 med manuskript og instruktion af John Hilbard.

## Medvirkende
Blandt de medvirkende kan nævnes:
- Birte Tove
- Paul Hagen
- Annie Birgit Garde
- Ole Søltoft
- Karl Stegger
- Søren Strømberg
- Arthur Jensen
- Ole Monty
- Ulf Pilgaard
- Judy Gringer
- Gotha Andersen
- Willy Rathnov
- Marie-Louise Coninck
- Susanne Jagd
- Lise-Lotte Norup
- Bjørn Puggaard-Müller
- Kirsten Passer
- Miskow Makwarth
- Ulla Jessen
- Esper Hagen
- Valsø Holm
- Bendt Reiner
- Lilli Holmer
- Benny Hansen
- William Kisum
- Holger Vistisen
- Gertie Jung
- Kate Mundt